# CRX - 20th Anniversay Edition
CRX - 20th Anniversay Edition è un album dei Casino Royale pubblicato il 17 novembre 2017 dalla Universal Music Group.

## Il disco
L'album è suddiviso in due cd: il primo cd è composto dalle tracce del primo CRX (ottavo album de gruppo, 1997) rimasterizzate , nel secondo cd invece sono presenti cover e remix inediti.
Cover e remix inediti sono tuttavia presenti solo nel cd, l'edizione in vinile da 180 grammi, infatti, riprodurrà la tracklist dell'edizione originale del 1997, ma suddivisa in due LP.

## Tracce
- CD 1 Remastered 2017

1. CRX
2. Benvenuto In Mia Casa
3. The Future
4. Ora Solo Io Ora
5. Oltre
6. Là Dov'è La Fine
7. Specchio
8. In Picchiata
9. Homeboy
10. Hi Fi
11. Là Sopra Qualcuno Ti Ama

- CD 2  Remix & Cover

1. CRX (Fabrizio Mammarella Dub Remix)
2. The Future (Mass Prod Remix)
3. Ora Solo Io Ora (con Levante)
4. Oltre (OPUS 3000 Remix)
5. Là Dove La Fine (Toomi Labs Remix)
6. In picchiata (Ralf RMX)
7. Homeboy (Paolo Baldini DubFiles Version)
8. HiFi (Demonology HiFi Remix)
9. Là Sopra Qualcuno Ti Ama (con Edda)